# Élections législatives danoises de 2015
Les élections législatives danoises de 2015 ont eu lieu le 18 juin 2015, pour élire les 179 membres du Folketing, le parlement danois, pour un nouveau mandat de quatre ans.
Le bloc de gauche conduit par la Première ministre sociale-démocrate Helle Thorning-Schmidt est devancé d'un siège par les partis du bloc de droite au sein duquel le Parti populaire danois nationaliste réussit une percée en devançant le Parti libéral de l'ancien Premier ministre Lars Løkke Rasmussen.

## Date
Selon la Constitution danoise, les élections législatives devaient se tenir avant le 14 septembre 2015, étant donné que les élections précédentes se sont tenues le 15 septembre 2011. Le Premier ministre pouvant néanmoins convoquer de nouvelles élections à tout moment, à moins que les dernières élections se soient tenues plus de quatre ans auparavant, Helle Thorning-Schmidt a annoncé le 27 mai 2015 que les prochaines élections législatives seraient convoquées le 18 juin suivant.

## Système électoral
Les 179 députés du Folketing sont élus au suffrage universel direct pour un mandat de quatre ans via un système électoral mixte associant un scrutin proportionnel plurinominal dans le cadre de circonscriptions associé à une répartition par compensation.
Les 179 députés sont répartis comme suit, :
- 175 pour le Danemark proprement dit ;
- 2 pour les Îles Féroé ;
- 2 pour le Groenland.

## Contexte
L'actuelle coalition gouvernementale, dirigée par Helle Thorning-Schmidt, est composée des Sociaux-démocrates et du Parti social-libéral. Le Parti populaire socialiste et l'Alliance Rouge-Verte soutiennent quant à eux le gouvernement, sans en faire partie. Le gouvernement est composé de 13 ministres sociaux-démocrates et de 7 ministres sociaux-libéraux.
Jusqu'en février 2014, le Parti populaire socialiste était membre du gouvernement de coalition, avant de le quitter. La coalition connait également des relations tendues avec l'Alliance Rouge-Verte, devant négocier projet de loi par projet de loi, et préférant parfois coopérer avec la Venstre, parti pourtant plus à droite. De façon symbolique, le député Frank Aaen, membre de l'Alliance Rouge-Verte, n'a ainsi adressé ses vœux pour la nouvelle année au ministre des Finances, Bjarne Corydon, que le 28 février 2013, le gouvernement n'étant alors pas parvenu à rencontrer les dirigeants de son parti depuis le début de l'année 2013.
Un remaniement gouvernemental majeur a eu lieu le 3 février 2014, lors du départ du Parti populaire socialiste, à la suite de la vente des actions de la société publique d'énergie DONG Energy à la banque d'investissement Goldman Sachs. Cela a déclenché une grave crise au sein du parti, et deux anciens ministres ont quitté le parti pour rejoindre les sociaux-démocrates, pour l'un, et le Parti social-libéral pour l'autre.

## Campagne

### Partis et chefs de file
| Parti | Parti                                                        | Idéologie                                          | Chef de file                                                 | Résultat en 2011           |
| ----- | ------------------------------------------------------------ | -------------------------------------------------- | ------------------------------------------------------------ | -------------------------- |
|       | Parti libéral (V) Venstre                                    | Centre droit Libéral-conservatisme                 | Lars Løkke Rasmussen (Député)                                | 26,7 % des voix 47 députés |
|       | Sociaux-démocrates (A) Socialdemokraterne                    | Centre gauche Social-démocratie                    | Helle Thorning-Schmidt (Première ministre)                   | 24,9 % des voix 44 députés |
|       | Parti populaire danois (O) Dansk Folkeparti                  | Extrême droite Conservatisme social, nationalisme  | Kristian Thulesen Dahl (Député)                              | 12,3 % des voix 22 députés |
|       | Parti social-libéral (B) Det Radikale Venstre                | Centre à centre gauche Social-libéralisme          | Morten Østergaard (Ministre de l'Économie et de l'Intérieur) | 9,5 % des voix 17 députés  |
|       | Parti populaire socialiste (F) Socialistik Folkeparti        | Gauche Socialisme démocratique, écologie politique | Pia Olsen Dyhr (Député)                                      | 9,2 % des voix 16 députés  |
|       | Liste de l'unité (Ø) Enhedslisten                            | Extrême gauche Anticapitalisme, écosocialisme      | Direction collégiale                                         | 6,7 % des voix 12 députés  |
|       | Alliance libérale (I) Liberal Alliance                       | Centre droit Libéralisme                           | Anders Samuelsen (Député)                                    | 5,0 % des voix 9 députés   |
|       | Parti populaire conservateur (C) Det Konservative Folkeparti | Centre droit Conservatisme                         | Søren Pape Poulsen (Député)                                  | 4,9 % des voix 8 députés   |
|       | Chrétiens démocrates (K) Kristendemokraterne                 | Centre droit Démocratie chrétienne                 | Stig Grenov                                                  | 0,8 % des voix 0 députés   |
|       | L'Alternative (Å) Alternativet                               | Gauche Écologie politique                          | Uffe Elbæk (Député)                                          | créé en 2013               |

| Parti | Parti                                   | Idéologie                                                     | Chef de file                                | Résultat en 2011         |
| ----- | --------------------------------------- | ------------------------------------------------------------- | ------------------------------------------- | ------------------------ |
|       | Communauté inuit (IA) Inuit Ataqatigiit | Gauche Indépendantisme groenlandais, socialisme démocratique  | Sara Olsvig (Députée)                       | 42,7 % des voix 1 député |
|       | En avant Siumut                         | Centre gauche Indépendantisme groenlandais, social-démocratie | Kim Kielsen (Premier ministre du Groenland) | 37,7 % des voix 1 député |
|       | Les Démocrates Demokraatit              | Centre droit Social-libéralisme                               | Anda Uldum (Député du Groenland)            | 12,6 % des voix aucun    |
|       | Atassut                                 | Centre droit Libéral-conservatisme                            | Knud Kristiansen (Député du Groenland)      | 7,5 % des voix aucun     |

| Parti | Parti                                             | Idéologie                                                | Chef de file                                           | Résultat en 2011         |
| ----- | ------------------------------------------------- | -------------------------------------------------------- | ------------------------------------------------------ | ------------------------ |
|       | Parti de l'union Sambandsflokkurin                | Centre droit Libéralisme                                 | Kaj Leo Johannesen (Premier ministre des Îles Féroé)   | 30,8 % des voix 1 député |
|       | Parti social-démocrate Javnaðarflokkurin          | Centre gauche Social-démocratie                          | Aksel V. Johannesen (Députés des Îles Féroé)           | 21,0 % des voix 1 député |
|       | République Tjóðveldi                              | Centre gauche Nationalisme féroïen, social-démocratie    | Høgni Hoydal (Député des Îles Féroé)                   | 19,4 % des voix aucun    |
|       | Parti du peuple Fólkaflokkurin                    | Centre droit Nationalisme féroïen, libéral-conservatisme | Jørgen Niclasen (Ministre des Finances des Îles Féroé) | 19,0 % des voix aucun    |
|       | Parti du Centre Miðflokkurin                      | Centre Démocratie chrétienne                             | Jenis av Rana (Députée des Îles Féroé)                 | 4,2 % des voix aucun     |
|       | Parti de l’auto-gouvernement Sjálvstýrisflokkurin | Centre Social-libéralisme                                | Jógvan Skorheim                                        | 2,3 % des voix aucun     |

### Sondages
Le Folketing est composé de 179 sièges. 90 sièges sont donc nécessaires pour atteindre la majorité absolue.

## Résultats

Parti arrivé en tête dans chaque municipalité. En rouge les Sociaux-démocrates, en bleu le Parti libéral, en jaune le Parti populaire danois et en orange la Liste de l'unité.

### Danemark
|                          |                                  |                       |                       |                       |        |               |  |  |  |  |  |  |  |  |
| Parti                    | Parti                            | Votes                 | %                     | +/-                   | Sièges | +/-           |  |  |  |  |  |  |  |  |
|                          | Sociaux-démocrates (SD)          | 924 940               | 26,28                 | 1,47                  | 47     | 3             |  |  |  |  |  |  |  |  |
|                          | Parti populaire danois (DF)      | 741 746               | 21,08                 | 8,76                  | 37     | 15            |  |  |  |  |  |  |  |  |
|                          | Parti libéral (V)                | 685 188               | 19,47                 | 7,26                  | 34     | 13            |  |  |  |  |  |  |  |  |
|                          | Liste de l'unité (EL)            | 274 463               | 7,80                  | 1,12                  | 14     | 2             |  |  |  |  |  |  |  |  |
|                          | Alliance libérale (LA)           | 265 129               | 7,53                  | 2,55                  | 13     | 4             |  |  |  |  |  |  |  |  |
|                          | L'Alternative (Å)                | 168 788               | 4,80                  | Nv.                   | 9      | 9             |  |  |  |  |  |  |  |  |
|                          | Parti social-libéral danois (RV) | 161 009               | 4,58                  | 4,92                  | 8      | 9             |  |  |  |  |  |  |  |  |
|                          | Parti populaire socialiste (SF)  | 147 578               | 4,19                  | 5,01                  | 7      | 9             |  |  |  |  |  |  |  |  |
|                          | Parti populaire conservateur (C) | 118 003               | 3,35                  | 1,58                  | 6      | 2             |  |  |  |  |  |  |  |  |
|                          | Chrétiens démocrates (K)         | 29 077                | 0,83                  | 0,04                  | 0      | en stagnation |  |  |  |  |  |  |  |  |
|                          | Indépendants                     | 3 066                 | 0,09                  | 0,04                  | 0      | en stagnation |  |  |  |  |  |  |  |  |
|                          | Sièges du Groenland              | Sièges du Groenland   | Sièges du Groenland   | Sièges du Groenland   | 2      | en stagnation |  |  |  |  |  |  |  |  |
|                          | Sièges des îles Féroé            | Sièges des îles Féroé | Sièges des îles Féroé | Sièges des îles Féroé | 2      | en stagnation |  |  |  |  |  |  |  |  |
|                          |                                  |                       |                       |                       |        |               |  |  |  |  |  |  |  |  |
| Votes valides            | Votes valides                    | 3 518 987             | 98,85                 |                       |        |               |  |  |  |  |  |  |  |  |
| Votes blancs et nuls     | Votes blancs et nuls             | 41 073                | 1,15                  |                       |        |               |  |  |  |  |  |  |  |  |
| Total                    | Total                            | 3 560 060             | 100                   | –                     | 179    | en stagnation |  |  |  |  |  |  |  |  |
| Abstentions              | Abstentions                      | 585 045               | 14,11                 |                       |        |               |  |  |  |  |  |  |  |  |
| Inscrits / participation | Inscrits / participation         | 4 145 105             | 85,89                 |                       |        |               |  |  |  |  |  |  |  |  |

#### Résultats par blocs
Les blocs dans la politique danoise ne sont pas des alliances à proprement parler, mais plutôt, plusieurs partis qui se rassemblent parce qu'ils ont des politiques plus ou moins similaires. Au Danemark, le Bloc rouge rassemblent les partis de gauche, tandis que le Bloc bleu rassemble les partis de droite. Les sondeurs utilisent tous ces classifications dans leurs coups de sonde.
| Parti                    | Parti                    | Votes  | %     | +/-  | Sièges | +/-           |  |
| ------------------------ | ------------------------ | ------ | ----- | ---- | ------ | ------------- |  |
|                          | Inuit Ataqatigiit (IA)   | 7 904  | 39,57 | 3,13 | 1      | en stagnation |  |
|                          | Siumut (S)               | 7 831  | 39,20 | 2,05 | 1      | en stagnation |  |
|                          | Les Démocrates (D)       | 1 753  | 8,78  | 3,80 | 0      | en stagnation |  |
|                          | Atassut (A)              | 1 526  | 7,64  | 0,08 | 0      | en stagnation |  |
|                          | Partii Naleraq (PN)      | 962    | 4,82  | Nv.  | 0      | en stagnation |  |
|                          |                          |        |       |      |        |               |  |
| Votes valides            | Votes valides            | 19 976 | 97,38 |      |        |               |  |
| Votes blancs et nuls     | Votes blancs et nuls     | 538    | 2,62  |      |        |               |  |
| Total                    | Total                    | 20 514 | 100   | -    | 2      | en stagnation |  |
| Abstentions              | Abstentions              | 20 534 | 50,02 |      |        |               |  |
| Inscrits / participation | Inscrits / participation | 41 048 | 49,98 |      |        |               |  |

| Parti                    | Parti                              | Votes  | %     | +/-  | Sièges | +/-           |  |
| ------------------------ | ---------------------------------- | ------ | ----- | ---- | ------ | ------------- |  |
|                          | République (T)                     | 5 730  | 24,52 | 5,15 | 1      | 1             |  |
|                          | Parti social-démocrate (JF)        | 5 666  | 24,25 | 3,29 | 1      | en stagnation |  |
|                          | Parti de l'union (FF)              | 5 500  | 23,54 | 7,27 | 0      | 1             |  |
|                          | Parti du peuple (SF)               | 4 368  | 18,69 | 0,36 | 0      | en stagnation |  |
|                          | Progrès (F)                        | 749    | 3,20  | Nv.  | 0      | en stagnation |  |
|                          | Parti du Centre (MF)               | 605    | 2,59  | 1,63 | 0      | en stagnation |  |
|                          | Parti de l’auto-gouvernement (NSS) | 403    | 1,72  | 0,61 | 0      | en stagnation |  |
|                          |                                    |        |       |      |        |               |  |
| Votes valides            | Votes valides                      | 23 366 | 99,11 |      |        |               |  |
| Votes blancs et nuls     | Votes blancs et nuls               | 210    | 0,89  |      |        |               |  |
| Total                    | Total                              | 23 576 | 100   | -    | 2      | en stagnation |  |
| Abstentions              | Abstentions                        | 12 038 | 34,40 |      |        |               |  |
| Inscrits / participation | Inscrits / participation           | 35 614 | 65,60 |      |        |               |  |

## Analyse
Le gouvernement sortant de centre gauche essuie une défaite après une législature passée au pouvoir. Globalement, le « bloc bleu » (partis de droite) est majoritaire dans le pays, avec 52,3 % des suffrages exprimés, contre 47,7 % au « bloc rouge » (partis de gauche).
Paradoxalement, le résultat est plutôt bon pour les Sociaux-démocrates du Premier ministre sortant, Helle Thorning-Schmidt : avec 26,3 % des suffrages exprimés, ils redeviennent la première force politique du pays, statut qu'ils avaient perdu lors des élections législatives de 2001. Ils enregistrent une modeste progression (+1,5 point) qui leur permet de mettre fin à un déclin électoral jusqu'alors sans interruption depuis ce même scrutin de 2001. Le partenaire de coalition des Sociaux-démocrates, le Parti social-libéral danois, subit en revanche une déroute, en perdant plus de la moitié des voix et des sièges qu'il avait gagnés en 2011. La chute est encore plus impressionnante pour le Parti populaire socialiste qui semble payer les frais de la première participation gouvernementale de son histoire (expérience interrompue en 2014 à la suite de différends avec ses partenaires de coalition) : il passe de 9,2 % à 4,2 % des suffrages exprimés, son plus mauvais résultat depuis 1977.
À l'inverse, la Liste de l'unité confirme et amplifie sa percée de 2011 en obtenant près de 8 % des suffrages exprimés, ce qui fait de ce parti de gauche radicale, soutien critique puis opposant au gouvernement lors du mandat d'Helle Thorning-Schmidt, la quatrième force politique du Danemark. À noter également l'apparition d'un nouveau parti de centre gauche, l'Alternative (4,8 %), mouvement fondé en 2013 par un ancien membre du Parti social-libéral se réclamant de l'écologie politique. C'est la première fois dans l'histoire du Danemark qu'un parti écologiste stricto sensu parvient à décrocher des sièges au Parlement.
À droite, le Parti populaire danois d'extrême droite confirme sa montée en puissance. Après avoir créé un séisme politique lors des élections européennes de 2014 en arrivant en tête avec 26,6 % des suffrages exprimés, il s'impose en deuxième place avec plus de 21 % des voix, devançant nettement le Parti libéral et devenant pour la première fois, la principale force politique du bloc bleu. Le Parti libéral doit lui se contenter de 19,5 %, soit une chute de sept points, son plus mauvais résultat à des élections législatives depuis quinze ans. La droite danoise poursuit donc sa recomposition, d'autant que l'Alliance libérale apparue en 2007 confirme son implantation avec 7,5 % des suffrages exprimés, tandis que le Parti populaire conservateur poursuit son déclin avec un résultat historiquement faible de 3,4 %.

### Conséquences
Dans la foulée des élections, le leader du Parti populaire, Kristian Thulesen Dahl, refuse le poste de Premier ministre, qui est donc confié au leader des libéraux, Lars Løkke Rasmussen, déjà premier ministre de 2009 à 2011. Aucun autre parti ne souhaitant participer au gouvernement, le Parti libéral gouverne seul, avec l'appui parlementaire du Parti populaire, de l'Alliance libérale et du Parti populaire conservateur.
En novembre 2016, l'Alliance libérale et le parti populaire conservateur rejoignent formellement le gouvernement à la suite d'un accord de coalition, le gouvernement continuant à bénéficier du soutien sans participation du parti populaire danois.